# Sur le sentier de la guerre (film, 1909)

Sur le sentier de la guerre est un western camarguais français réalisé par Jean Durand et sorti en 1909.

## Distribution
- Gaston Modot